# Mia moglie ed io
Mia moglie ed io è un romanzo rosa di Harriet Beecher Stowe, pubblicato nel 1871.